# Tunisien i olympiska sommarspelen 2020
Tunisien deltog med en trupp på 63 idrottare vid de olympiska sommarspelen 2020 i Tokyo som hölls mellan den 23 juli och 8 augusti 2021 efter att ha blivit framflyttad ett år på grund av coronaviruspandemin. Tunisien har sedan 1960 deltagit vid varje sommar-OS förutom 1980. Totalt vann de en guldmedalj och en silvermedalj.

## Medaljer
| Medalj | Namn                    | Sport     | Gren                       | Datum        |
| ------ | ----------------------- | --------- | -------------------------- | ------------ |
| 1      | Ahmed Hafnaoui          | Simning   | Herrarnas 400 meter frisim | 25 juli 2021 |
| 2      | Mohamed Khalil Jendoubi | Taekwondo | Herrarnas flugvikt (58 kg) | 24 juli 2021 |

## Bordtennis
| Spelare     | Gren       | Inledande omgång     | Omgång 1             | Omgång 2             | Omgång 3             | Åttondelsfinal       | Kvartsfinal          | Semifinal            | Final / BM           | Final / BM       |
| Spelare     | Gren       | Motståndare Resultat | Motståndare Resultat | Motståndare Resultat | Motståndare Resultat | Motståndare Resultat | Motståndare Resultat | Motståndare Resultat | Motståndare Resultat | Placering        |
| ----------- | ---------- | -------------------- | -------------------- | -------------------- | -------------------- | -------------------- | -------------------- | -------------------- | -------------------- | ---------------- |
| Adem Hmam   | Herrsingel | bye                  | Lei (UKR) L 0–4      | Gick inte vidare     | Gick inte vidare     | Gick inte vidare     | Gick inte vidare     | Gick inte vidare     | Gick inte vidare     | Gick inte vidare |
| Fadwa Garci | Damsingel  | Batmönkh (MGL) L 1–4 | Gick inte vidare     | Gick inte vidare     | Gick inte vidare     | Gick inte vidare     | Gick inte vidare     | Gick inte vidare     | Gick inte vidare     | Gick inte vidare |

## Boxning
| Boxare         | Gren                | Åttondelsfinal       | Kvartsfinal          | Semifinal            | Final                | Final            |
| Boxare         | Gren                | Motståndare Resultat | Motståndare Resultat | Motståndare Resultat | Motståndare Resultat | Placering        |
| -------------- | ------------------- | -------------------- | -------------------- | -------------------- | -------------------- | ---------------- |
| Khouloud Hlimi | Damernas fjädervikt | Irie (JPN) L 0–5     | Gick inte vidare     | Gick inte vidare     | Gick inte vidare     | Gick inte vidare |
| Mariem Homrani | Damernas lättvikt   | Khelif (ALG) L 0–5   | Gick inte vidare     | Gick inte vidare     | Gick inte vidare     | Gick inte vidare |

## Brottning
Herrarnas fristil
| Brottare          | Gren   | Åttondelsfinal       | Kvartsfinal          | Semifinal            | Återkval             | Final / BM           | Final / BM       |
| Brottare          | Gren   | Motståndare Resultat | Motståndare Resultat | Motståndare Resultat | Motståndare Resultat | Motståndare Resultat | Placering        |
| ----------------- | ------ | -------------------- | -------------------- | -------------------- | -------------------- | -------------------- | ---------------- |
| Haithem Dakhlaoui | −65 kg | Ghiasi (IRI) L 1-5   | Gick inte vidare     | Gick inte vidare     | Gick inte vidare     | Gick inte vidare     | Gick inte vidare |
| Mohamed Saadaoui  | −97 kg | Nurov (MKD) L 0-5    | Gick inte vidare     | Gick inte vidare     | Gick inte vidare     | Gick inte vidare     | Gick inte vidare |

Herrarnas grekisk-romersk
| Brottare        | Gren    | Åttondelsfinal         | Kvartsfinal          | Semifinal            | Återkval             | Final / BM           | Final / BM       |
| Brottare        | Gren    | Motståndare Resultat   | Motståndare Resultat | Motståndare Resultat | Motståndare Resultat | Motståndare Resultat | Placering        |
| --------------- | ------- | ---------------------- | -------------------- | -------------------- | -------------------- | -------------------- | ---------------- |
| Souleymen Nasr  | −67 kg  | Al-Obaidi (EOR) L 0-8  | Gick inte vidare     | Gick inte vidare     | Gick inte vidare     | Gick inte vidare     | Gick inte vidare |
| Lamjed Maafi    | −77 kg  | Machmudov (KGZ) L 0-11 | Gick inte vidare     | Gick inte vidare     | Gick inte vidare     | Gick inte vidare     | Gick inte vidare |
| Haykel Achouri  | −97 kg  | Michalik (POL) L 0-10  | Gick inte vidare     | Gick inte vidare     | Gick inte vidare     | Gick inte vidare     | Gick inte vidare |
| Amine Guennichi | −130 kg | Acosta (CHI) L 1-5     | Gick inte vidare     | Gick inte vidare     | Gick inte vidare     | Gick inte vidare     | Gick inte vidare |

Damernas fristil
| Brottare       | Gren   | Åttondelsfinal       | Kvartsfinal          | Semifinal            | Återkval             | Final / BM           | Final / BM       |
| Brottare       | Gren   | Motståndare Resultat | Motståndare Resultat | Motståndare Resultat | Motståndare Resultat | Motståndare Resultat | Placering        |
| -------------- | ------ | -------------------- | -------------------- | -------------------- | -------------------- | -------------------- | ---------------- |
| Sarra Hamdi    | −50 kg | Bisla (IND) W 3-1    | Stadnik (AZE) L 0-10 | Gick inte vidare     | Gick inte vidare     | Gick inte vidare     | Gick inte vidare |
| Siwar Bousetta | −57 kg | Kit (UKR) L 0-2      | Gick inte vidare     | Gick inte vidare     | Gick inte vidare     | Gick inte vidare     | Gick inte vidare |
| Marwa Amri     | −62 kg | Henna (SWE) L 1-5    | Gick inte vidare     | Gick inte vidare     | Gick inte vidare     | Gick inte vidare     | Gick inte vidare |
| Zaineb Sghaier | −76 kg | Gray (USA) L 0-8     | Gick inte vidare     | Gick inte vidare     | Gick inte vidare     | Gick inte vidare     | Gick inte vidare |

## Bågskytte
| Idrottare                    | Gren                   | Rankningsomgång | Rankningsomgång | 32-delsfinal         | Sextondelsfinal      | Åttondelsfinal       | Kvartsfinal          | Semifinal            | Final / BM           | Final / BM       |
| Idrottare                    | Gren                   | Poäng           | Placering       | Motståndare Resultat | Motståndare Resultat | Motståndare Resultat | Motståndare Resultat | Motståndare Resultat | Motståndare Resultat | Placering        |
| ---------------------------- | ---------------------- | --------------- | --------------- | -------------------- | -------------------- | -------------------- | -------------------- | -------------------- | -------------------- | ---------------- |
| Mohamed Hammed               | Herrarnas individuella | 631             | 62              | Oh (KOR) L 0-6       | Gick inte vidare     | Gick inte vidare     | Gick inte vidare     | Gick inte vidare     | Gick inte vidare     | Gick inte vidare |
| Rihab Elwalid                | Damernas individuella  | 609             | 59              | Román (MEX) L 2–6    | Gick inte vidare     | Gick inte vidare     | Gick inte vidare     | Gick inte vidare     | Gick inte vidare     | Gick inte vidare |
| Mohamed Hammed Rihab Elwalid | Mixedlag               | 1240            | 28              | i.u.                 | i.u.                 | Gick inte vidare     | Gick inte vidare     | Gick inte vidare     | Gick inte vidare     | Gick inte vidare |

## Friidrott
Förkortningar
- Notera– Placeringar avser endast det specifika heatet.
- Q = Tog sig vidare till nästa omgång
- q = Tog sig vidare till nästa omgång som den snabbaste förloraren eller, i teknikgrenarna, genom placering utan att nå kvalgränsen
- i.u. = Omgången fanns inte i grenen
- Bye = Idrottaren behövde inte tävla i omgången

Gång- och löpgrenar
| Idrottare            | Gren                    | Heat         | Heat      | Semifinal        | Semifinal        | Final            | Final            |
| Idrottare            | Gren                    | Resultat     | Placering | Resultat         | Placering        | Resultat         | Placering        |
| -------------------- | ----------------------- | ------------ | --------- | ---------------- | ---------------- | ---------------- | ---------------- |
| Abdessalem Ayouni    | Herrarnas 800 m         | 1.45,73 0SB0 | 3 Q       | 1.44,99 0NR0     | 6                | Gick inte vidare | Gick inte vidare |
| Mohamed Amine Touati | Herrarnas 400 m häck    | 50,58        | 6         | Gick inte vidare | Gick inte vidare | Gick inte vidare | Gick inte vidare |
| Marwa Bouzayani      | Damernas 3 000 m hinder | 9.31,25 0PB0 | 6         | i.u.             | i.u.             | Gick inte vidare | Gick inte vidare |

## Fäktning
Herrar
| Idrottare       | Gren    | 32-delsfinal         | Sextondelsfinal      | Åttondelsfinal       | Kvartsfinal          | Semifinal            | Final / BM           | Final / BM       |
| Idrottare       | Gren    | Motståndare Resultat | Motståndare Resultat | Motståndare Resultat | Motståndare Resultat | Motståndare Resultat | Motståndare Resultat | Placering        |
| --------------- | ------- | -------------------- | -------------------- | -------------------- | -------------------- | -------------------- | -------------------- | ---------------- |
| Mohamed Samandi | Florett | Bye                  | Shikine (JPN) L 4–15 | Gick inte vidare     | Gick inte vidare     | Gick inte vidare     | Gick inte vidare     | Gick inte vidare |
| Farès Ferjani   | Sabel   | bye                  | Berrè (ITA) L 10–15  | Gick inte vidare     | Gick inte vidare     | Gick inte vidare     | Gick inte vidare     | Gick inte vidare |

Damer
| Idrottare                                                       | Gren               | 32-delsfinal              | Sextondelsfinal            | Åttondelsfinal       | Kvartsfinal          | Semifinal            | Final / BM           | Final / BM       |                  |
| Idrottare                                                       | Gren               | Motståndare Resultat      | Motståndare Resultat       | Motståndare Resultat | Motståndare Resultat | Motståndare Resultat | Motståndare Resultat | Placering        |                  |
| --------------------------------------------------------------- | ------------------ | ------------------------- | -------------------------- | -------------------- | -------------------- | -------------------- | -------------------- | ---------------- | ---------------- |
| Sarra Besbes                                                    | Värja              | bye                       | Isola (ITA) L 12–14        | Gick inte vidare     | Gick inte vidare     | Gick inte vidare     | Gick inte vidare     | Gick inte vidare |                  |
| Inès Boubakri                                                   | Florett            | Bye                       | Korobejnikova (ROC) L 3–15 | Gick inte vidare     | Gick inte vidare     | Gick inte vidare     | Gick inte vidare     | Gick inte vidare |                  |
| Nadia Ben Azizi                                                 | Sabel              | Bhavani Devi (IND) L 3–15 | Gick inte vidare           | Gick inte vidare     | Gick inte vidare     | Gick inte vidare     | Gick inte vidare     | Gick inte vidare |                  |
| Amira Ben Chaabane                                              | Sabel              | Bye                       | Pusztai (HUN) L 12–15      | Gick inte vidare     | Gick inte vidare     | Gick inte vidare     | Gick inte vidare     | Gick inte vidare |                  |
| Yasmine Daghfous                                                | Sabel              | Katona (HUN) L 6–15       | Gick inte vidare           | Gick inte vidare     | Gick inte vidare     | Gick inte vidare     | Gick inte vidare     | Gick inte vidare |                  |
| Nadia Ben Azizi Amira Ben Chaabane Yasmine Daghfous Olfa Hezami | Lagtävling i sabel | i.u.                      | i.u.                       | Japan L 29–45        | Gick inte vidare     | Gick inte vidare     | Gick inte vidare     | Gick inte vidare | Gick inte vidare |

## Judo
| Idrottare         | Gren                         | Sextondelsfinal          | Åttondelsfinal       | Kvartsfinal          | Semifinal            | Återkval             | Final / BM           | Final / BM       |
| Idrottare         | Gren                         | Motståndare Resultat     | Motståndare Resultat | Motståndare Resultat | Motståndare Resultat | Motståndare Resultat | Motståndare Resultat | Placering        |
| ----------------- | ---------------------------- | ------------------------ | -------------------- | -------------------- | -------------------- | -------------------- | -------------------- | ---------------- |
| Ghofran Khelifi   | Damernas lättvikt (–57 kg)   | Ilieva (BUL) L 002–100   | Gick inte vidare     | Gick inte vidare     | Gick inte vidare     | Gick inte vidare     | Gick inte vidare     | Gick inte vidare |
| Nihel Landolsi    | Damernas mellanvikt (–70 kg) | Bernholm (SWE) L 001–100 | Gick inte vidare     | Gick inte vidare     | Gick inte vidare     | Gick inte vidare     | Gick inte vidare     | Gick inte vidare |
| Nihal Chikhrouhou | Damernas tungvikt (+78 kg)   | Adlington (GBR) W 10-00  | Xu (CHN) L 00-10     | Gick inte vidare     | Gick inte vidare     | Gick inte vidare     | Gick inte vidare     | Gick inte vidare |

## Kanotsport

### Sprint
| Kanotist                      | Gren                 | Heat     | Heat      | Kvartsfinal | Kvartsfinal | Semifinal        | Semifinal        | Final            | Final            |
| Kanotist                      | Gren                 | Tid      | Placering | Tid         | Placering   | Tid              | Placering        | Tid              | Placering        |
| ----------------------------- | -------------------- | -------- | --------- | ----------- | ----------- | ---------------- | ---------------- | ---------------- | ---------------- |
| Ghailene Khattali             | Herrarnas C-1 1000 m | 4.39,791 | 6 QF      | 4.35,417    | 7           | Gick inte vidare | Gick inte vidare | Gick inte vidare | Gick inte vidare |
| Mohamed Ali Mrabet            | Herrarnas K-1 1000 m | 4.02,148 | 5         | 3.56,325    | 5           | Gick inte vidare | Gick inte vidare | Gick inte vidare | Gick inte vidare |
| Khaoula Sassi                 | Damernas K-1 200 m   | 45,101   | 5         | 45,809      | 6           | Gick inte vidare | Gick inte vidare | Gick inte vidare | Gick inte vidare |
| Afef Ben Ismail Khaoula Sassi | Damernas K-2 500 m   | 2.05,770 | 5         | 2.10,979    | 6           | Gick inte vidare | Gick inte vidare | Gick inte vidare | Gick inte vidare |

## Rodd
| Roddare                             | Gren                             | Heat    | Heat      | Återkval | Återkval  | Semifinal | Semifinal | Final   | Final     |
| Roddare                             | Gren                             | Tid     | Placering | Tid      | Placering | Tid       | Placering | Tid     | Placering |
| ----------------------------------- | -------------------------------- | ------- | --------- | -------- | --------- | --------- | --------- | ------- | --------- |
| Nour El-Houda Ettaieb Khadija Krimi | Damernas lättvikts-dubbelsculler | 7.39,61 | 5 R       | 7.54,95  | 5 FC      | i.u.      | i.u.      | 7.22,25 | 16        |

Teckenförklaring: FA= A-final (medalj); FB=B-final (ingen medalj); FC= C-final (ingen medalj); FD= D-final (ingen medalj); FE=E-final (ingen medalj); FF=F-final (ingen medalj); SA/B=Semifinal A/B; SC/D=Semifinal C/D; SE/F=Semifinal E/F; QF=Kvartsfinal; R=Återkval

## Segling
| Seglare                     | Gren             | Race   | Race   | Race   | Race   | Race   | Race   | Race   | Race | Race | Race   | Race | Race | Race | Poäng | Placering |
| Seglare                     | Gren             | 1      | 2      | 3      | 4      | 5      | 6      | 7      | 8    | 9    | 10     | 11   | 12   | M*   | Poäng | Placering |
| --------------------------- | ---------------- | ------ | ------ | ------ | ------ | ------ | ------ | ------ | ---- | ---- | ------ | ---- | ---- | ---- | ----- | --------- |
| Eya Guezguez Sarra Guezguez | Damernas 49er FX | 22 DNF | 22 DNC | 22 DNC | 22 DNC | 22 DNC | 22 DNC | 22 UFD | 20   | 20   | 21     | 20   | 21   | EL   | 234   | 21        |
| Mehdi Gharbi Rania Rahali   | Mixed Nacra 17   | 19     | 20     | 20     | 20     | 20     | 21 DNF | 20     | 19   | 20   | 21 DNF | 20   | 20   | EL   | 219   | 20        |

M = Medaljrace; EL = Utslagen – gick inte vidare till medaljracet

## Simning
| Idrottare        | Gren                         | Heat    | Heat      | Final            | Final            |
| Idrottare        | Gren                         | Tid     | Placering | Tid              | Placering        |
| ---------------- | ---------------------------- | ------- | --------- | ---------------- | ---------------- |
| Ahmed Hafnaoui   | Herrarnas 400 m frisim       | 3.45,68 | 8 Q       | 3.43,36          | 1                |
| Ahmed Hafnaoui   | Herrarnas 800 m frisim       | 7.49,14 | =10       | Gick inte vidare | Gick inte vidare |
| Oussama Mellouli | Herrarnas 10 km öppet vatten | i.u.    | i.u.      | 1:56.33,3        | 20               |

## Skytte
| Idrottare                  | Gren                       | Kval  | Kval      | Kval 2           | Kval 2           | Final            | Final            |
| Idrottare                  | Gren                       | Poäng | Placering | Poäng            | Placering        | Poäng            | Placering        |
| -------------------------- | -------------------------- | ----- | --------- | ---------------- | ---------------- | ---------------- | ---------------- |
| Ala Al-Othmani             | Herrarnas 10 m luftpistol  | 563   | 34        | i.u.             | i.u.             | Gick inte vidare | Gick inte vidare |
| Olfa Charni                | Damernas 10 m luftpistol   | 570   | 25        | i.u.             | i.u.             | Gick inte vidare | Gick inte vidare |
| Olfa Charni                | Damernas 25 m pistol       | 569   | 39        | i.u.             | i.u.             | Gick inte vidare | Gick inte vidare |
| Olfa Charni Ala Al-Othmani | Mixedlag i 10 m luftpistol | 561   | 19        | Gick inte vidare | Gick inte vidare | Gick inte vidare | Gick inte vidare |

## Taekwondo
| Idrottare               | Gren                        | Åttondelsfinal          | Kvartsfinal          | Semifinal            | Återkval             | Final / BM                | Final / BM |
| Idrottare               | Gren                        | Motståndare Resultat    | Motståndare Resultat | Motståndare Resultat | Motståndare Resultat | Motståndare Resultat      | Placering  |
| ----------------------- | --------------------------- | ----------------------- | -------------------- | -------------------- | -------------------- | ------------------------- | ---------- |
| Mohamed Khalil Jendoubi | Herrarnas flugvikt (−58 kg) | Artamonov (ROC) W 25–18 | Demse (ETH) W 32–9   | Jang J (KOR) W 25–19 | bye                  | Dell'Aquila (ITA) L 12–16 | 2          |

## Tennis
| Spelare    | Gren      | 32-delsfinal                    | Sextondelsfinal      | Åttondelsfinal       | Kvartsfinal          | Semifinal            | Final / BM           | Final / BM       |
| Spelare    | Gren      | Motståndare Resultat            | Motståndare Resultat | Motståndare Resultat | Motståndare Resultat | Motståndare Resultat | Motståndare Resultat | Placering        |
| ---------- | --------- | ------------------------------- | -------------------- | -------------------- | -------------------- | -------------------- | -------------------- | ---------------- |
| Ons Jabeur | Damsingel | Suárez Navarro (ESP) L 4–6, 1–6 | Gick inte vidare     | Gick inte vidare     | Gick inte vidare     | Gick inte vidare     | Gick inte vidare     | Gick inte vidare |

## Tyngdlyftning
| Idrottare       | Gren              | Ryck     | Ryck      | Stöt     | Stöt      | Totalt | Placering |
| Idrottare       | Gren              | Resultat | Placering | Resultat | Placering | Totalt | Placering |
| --------------- | ----------------- | -------- | --------- | -------- | --------- | ------ | --------- |
| Karem Ben Hnia  | Herrarnas –73 kg  | 153      | 5         | 185      | 6         | 338    | 6         |
| Ramzi Bahloul   | Herrarnas –81 kg  | 136      | 14        | 164      | 12        | 300    | 12        |
| Aymen Bacha     | Herrarnas –109 kg | 177      | 9         | 211      | 9         | 388    | 9         |
| Nouha Landoulsi | Damernas –55 kg   | 88       | 8         | 108      | 8         | 196    | 8         |
| Chaima Rahmouni | Damernas –64 kg   | 91       | 12        | 111      | DNF       | 91     | DNF       |

## Volleyboll
Sammanfattning
| Lag                    | Gren                | Gruppspel            | Gruppspel            | Gruppspel            | Gruppspel            | Gruppspel            | Gruppspel | Kvartsfinal          | Semifinal            | Final / BM           | Final / BM       |
| Lag                    | Gren                | Motståndare Resultat | Motståndare Resultat | Motståndare Resultat | Motståndare Resultat | Motståndare Resultat | Placering | Motståndare Resultat | Motståndare Resultat | Motståndare Resultat | Placering        |
| ---------------------- | ------------------- | -------------------- | -------------------- | -------------------- | -------------------- | -------------------- | --------- | -------------------- | -------------------- | -------------------- | ---------------- |
| Tunisiens herrlandslag | Herrarnas turnering | Brasilien · L 0–3    | Frankrike · L 0–3    | USA · L 1–3          | Argentina · L 2–3    | ROC L 0–3            | 6         | Gick inte vidare     | Gick inte vidare     | Gick inte vidare     | Gick inte vidare |

### Herrarnas turnering
Spelartrupp
Följande spelare var uttagna i Tunisiens trupp.
Förbundskapten:  Antonio Giacobbe
- 2 Ahmed Kadhi (Center)
- 3 Khaled Ben Slimene (Passare)
- 6 Mohamed Ali Ben Othmen Miladi (Vänsterspiker)
- 7 Elyes Karamosli (Vänsterspiker)
- 9 Omar Agrebi (Center)
- 10 Hamza Nagga (Högerspiker)
- 11 Ismaïl Moalla (Vänsterspiker)
- 12 Mehdi Ben Cheikh (Passare)
- 13 Selim Mbareki (Center)
- 15 Wassim Ben Tara (Högerspiker)
- 19 Aymen Bouguerra (Vänsterspiker)
- 20 Saddem Hmissi (Libero)

Gruppspel
| Pos | Lag       | M | V | F | P  | SV | SF | SK    | BV  | BF  | BK    | Kvalificering |
| --- | --------- | - | - | - | -- | -- | -- | ----- | --- | --- | ----- | ------------- |
| 1   | ROC       | 5 | 4 | 1 | 12 | 13 | 5  | 2,600 | 427 | 397 | 1,076 | Kvartsfinal   |
| 2   | Brasilien | 5 | 4 | 1 | 10 | 12 | 8  | 1,500 | 476 | 450 | 1,058 | Kvartsfinal   |
| 3   | Argentina | 5 | 3 | 2 | 8  | 12 | 10 | 1,200 | 476 | 464 | 1,026 | Kvartsfinal   |
| 4   | Frankrike | 5 | 2 | 3 | 8  | 10 | 10 | 1,000 | 449 | 442 | 1,016 | Kvartsfinal   |
| 5   | USA       | 5 | 2 | 3 | 6  | 8  | 10 | 0,800 | 432 | 412 | 1,049 |               |
| 6   | Tunisien  | 5 | 0 | 5 | 1  | 3  | 15 | 0,200 | 339 | 434 | 0,781 |               |

| 24 juli 2021 12:02 | Brasilien             | 3–0 | Tunisien | Ariake Arena, Tokyo Domare: Hamid Al-Rousi (UAE), Fabrice Collados (FRA) Rapport: Resultat Statistik |
| 24 juli 2021 12:02 | (25–22, 25–20, 25–15) |     |          | Ariake Arena, Tokyo Domare: Hamid Al-Rousi (UAE), Fabrice Collados (FRA) Rapport: Resultat Statistik |

| 26 juli 2021 16:25 | Frankrike             | 3–0 | Tunisien | Ariake Arena, Tokyo Domare: Vladimir Simonović (SRB), Kang Joo-hee (KOR) Rapport: Resultat Statistik |
| 26 juli 2021 16:25 | (25–21, 25–11, 25–21) |     |          | Ariake Arena, Tokyo Domare: Vladimir Simonović (SRB), Kang Joo-hee (KOR) Rapport: Resultat Statistik |

| 28 juli 2021 11:05 | USA                          | 3–1 | Tunisien | Ariake Arena, Tokyo Domare: Evgeny Makshanov (RUS), Sumie Myoi (JPN) Rapport: Resultat Statistik |
| 28 juli 2021 11:05 | (25–14, 23–25, 25–14, 25–23) |     |          | Ariake Arena, Tokyo Domare: Evgeny Makshanov (RUS), Sumie Myoi (JPN) Rapport: Resultat Statistik |

| 30 juli 2021 16:30 | Argentina                          | 3–2 | Tunisien | Ariake Arena, Tokyo Domare: Juraj Mokrý (SVK), Wojciech Maroszek (POL) Rapport: Resultat Statistik |
| 30 juli 2021 16:30 | (23–25, 23–25, 25–19, 25–18, 15–8) |     |          | Ariake Arena, Tokyo Domare: Juraj Mokrý (SVK), Wojciech Maroszek (POL) Rapport: Resultat Statistik |

| 1 augusti 2021 14:25 | ROC                   | 3–0 | Tunisien | Ariake Arena, Tokyo Domare: Luis Macias (MEX), Patricia Rolf (USA) Rapport: Resultat Statistik |
| 1 augusti 2021 14:25 | (25–20, 25–22, 25–16) |     |          | Ariake Arena, Tokyo Domare: Luis Macias (MEX), Patricia Rolf (USA) Rapport: Resultat Statistik |